# Bandera de Hendaya
La bandera de Hendaya es el premio de una regata de remo en la especialidad de traineras que se celebraba en la localidad francesa de Hendaya.

## Historia
Ya en el siglo XIX se disputaron regatas de traineras en la localidad de Hendaya provenientes de ambos lados del río Bidasoa. El 19 de octubre de 1891 se celebró una famosa regata, aunque su desarrollo se vio mermado por las competiciones de otras embarcaciones, como los veleros. En 1970 se retoma la competición, pero vuelven a tener un gran parón hasta 1993. En esta época las balizas de salida estaban situadas frente a la Sociedad Náutica de Hendaya.

## Palmarés
| Edición | Año  | Ganador             | Segundo       | Tercero   |
| ------- | ---- | ------------------- | ------------- | --------- |
| I       | 1970 | Zuberoa de Oiartzun | San Sebastián | -         |
| II      | 1993 | Illunbe             | San Pedro     | Hibaika   |
| III     | 1994 | San Pedro           | San Juan      | Astillero |

- Datos: Q8241685